# Ech Chaïba
Ech Chaïba (em árabe: أولاد رحمة), anteriormente Ouled Rahma, é uma cidade e comuna localizada na província de Biskra, Argélia. Segundo o censo de 2008, a população total da cidade era de 9 280 habitantes.